# Fonroque
Fonroque är en kommun i departementet Dordogne i regionen Nouvelle-Aquitaine i sydvästra Frankrike. Kommunen ligger i kantonen Eymet som tillhör arrondissementet Bergerac. År 2022 hade Fonroque 333 invånare.

## Befolkningsutveckling
Antalet invånare i kommunen Fonroque
Referens:INSEE